# Alice Hoffmann

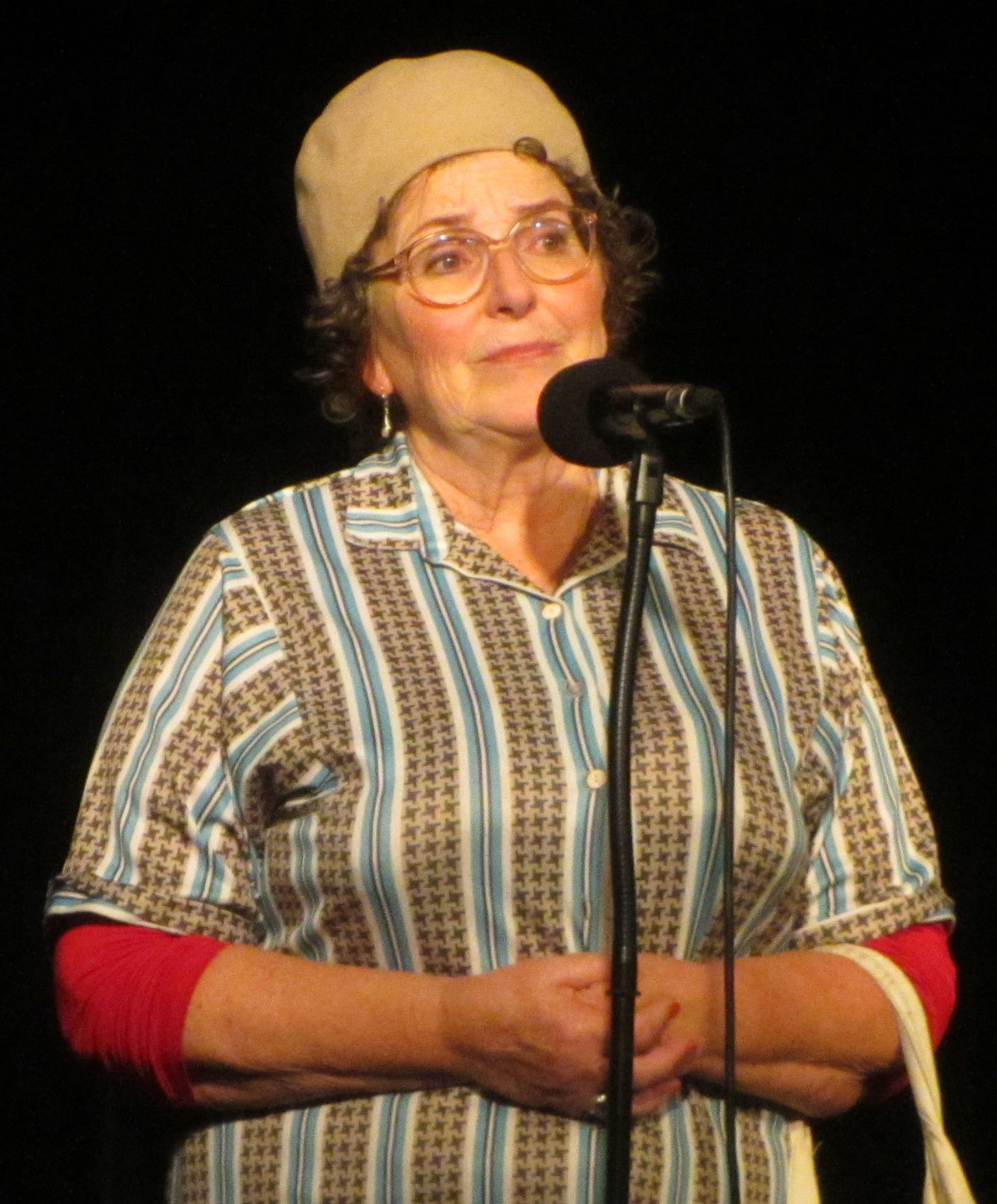
Alice Hoffmann (2015)

Alice Hoffmann (* 16. September 1951 in Koblenz) ist eine deutsche Schauspielerin und Komikerin.

## Leben
Hoffmann wuchs zunächst in Mainz, dann in der Nähe von Köln, unter anderem in Rolandswerth, auf. Im Alter von 15 Jahren zog sie ins Saarland. In Neunkirchen machte sie ihr Abitur. Nach einigen Semestern Studium der Soziologie, Psychologie und Germanistik an der Universität des Saarlandes schloss sie das Schauspielstudium an der Hochschule für Musik und Theater in Saarbrücken ab.
Von 1970 bis 1972 gastierte sie noch während ihrer Schauspielausbildung mehrfach am saarländischen Staatstheater in Saarbrücken. 1972 legte sie beim Saarländischen Rundfunk die Funkprüfung ab und wurde, soweit es die Theaterarbeit zuließ, als Sprecherin in Hörspielen, Literatur, Features, aber auch für Mundartkabarettsendungen eingesetzt. Von 1972 bis 1976 war sie als Schauspielerin am Saarländischen Landestheater in zahllosen Rollen zu sehen. Hauptrollen spielte sie in vielen „Gripstheaterstücken“ sowie in Erich Kästners Pünktchen und Anton, in Carl Sternheims Die Hose, in Mrozceks Victor oder die Kinder an der Macht, sowie in Wildwechsel von Franz Xaver Kroetz.
Seit September 1977 war sie neben ihrer beruflichen Tätigkeit auch mit sozialer Arbeit unterwegs. So leitete sie – nach einem Aufruf der Stadtbücherei Saarbrücken-Brebach, unterstützt von der Volkshochschule und dem Saarländischen Landestheater – eine Kindertheatergruppe. Seit 1984 eine Frauentheatergruppe, organisiert vom Stadtteilbüro Malstatt des diakonischen Werkes. Immer ging es um die Betreuung und Hilfe mit Mitteln des Theaters von Menschen in sogenannten Sozialen Brennpunkten. Im Oktober 1978 konzipierte sie mit anderen das „freie Kinder- und Jugendtheater Saarbrücken“, heute „Theater Überzwerg“.
1981 arbeitete sie auch als Moderatorin der damaligen „Studiowelle Saar“ für die Ansagen klassischer Musik sowie als Nachrichtensprecherin. Parallel begannen ihre Auftritte als Kabarettistin zusammen mit den Kolleginnen Ingrid Braun und Bettina Koch bundesweit unterwegs mit ihrer Truppe „S’Irene“. Von 1991 bis 1999 war sie für den SR aber auch für den WDR (Hörfunkkabarett „Nachtcafé“) nicht nur als Sprecherin, sondern auch als Autorin für Satiresendungen, meist Mundart-Kabarett, tätig, als Kabarettistin und Schauspielerin beim Hüsch Gesellschaftsabend sowie der Nachfolgesendung mit Richard Rogler.
Bekannt wurde Hoffmann ab 1993 als Darstellerin der Hilde in der Fernsehserie Familie Heinz Becker. Nach ihrem dortigen Ausscheiden 1996 tritt sie seit 1998 als Vanessa Backes (Co-Autor Gerhard Bungert) auf. Seit 2014 als „Kittelschürze der Nation“ (Co-Autor Stephan C. Braun). Sie ist vor allem im südwestdeutschen Raum mit ihren Bühnenprogrammen zu sehen. 1998 bis 1999 spielte sie als Nachbarin Puppa in der Fernsehserie Ein ehrenwertes Haus mit. Daneben auch immer Gemeinschaftsproduktionen: 1999 (Goethejahr) mit einer hierfür zusammengestellten Theatertruppe „Goethe von hinten“, 2000 bis 2013 Gestaltung mit vielen saarländischen Kabarettisten, Kleinkünstlern, Zauberern ein „alternatives“ Karnevalsprogramm „Fubbes“. 
Ab 2001 spielte sie 12 Jahre lang im saarländischen Tatort Gerda Braun, die schrullige, tollpatschige Sekretärin der Kommissare Max Palu und Stefan Deininger sowie Stefan Deininger und Franz Kappl, wobei Deininger von Gregor Weber dargestellt wird, ihrem Seriensohn in Familie Heinz Becker. Mit dem Weggang Jochen Senfs und dem Erscheinen Maximilian Brückners wurde der Charakter ihrer Rolle im Tatort aufgewertet (Spitzname: „Madame Maigret“). Nach der Einführung der neuen Tatort-Kommissare Stellbrink und Marx spielte sie nicht mehr im Tatort mit.
Zusammen mit Detlev Schönauer moderierte sie von 2003 bis 2009 im SWR Fernsehen die regionale Unterhaltungssendung Spaß aus Mainz. Danach spielte sie 10 Jahre lang als Vanessa Backes in der SWR-Serie Schreinerei Fleischmann & Freunde. Außerdem werden ihre Solo-Programme (u. a. Vanessa auf Mallorca) regelmäßig im Fernsehen wiederholt. Im ZDF war sie 2006 in einem selbst produzierten Special zum Katholikentag in Saarbrücken zu sehen. Seit 2012 ist sie im Rateteam der SWR-Quizsendung Meister des Alltags. 2014 zog Hoffmann aus beruflichen Gründen nach Mainz. Seit 2014 ist sie zusammen mit ihrer Kollegin Bettina Koch als Autorin und Sprecherin für die wöchentliche Hörfunkcomedy auf SWR4 Die Ähn und die Anner tätig. 
Seit 2019 steht sie als Rednerin bei dem Mombacher Carneval Verein „Die Bohnebeitel“ auf der Bühne. Die Sitzung wird jährlich im SWR-Fernsehen ausgestrahlt. Die Texte zu ihren Beiträgen verfasst sie zusammen mit ihrem Co-Autor Stephan C. Braun, der auch ihre Fastnachtslieder geschrieben hat.
Im Juli 2023 erschien im Milltown Media Verlag ihr erstes Buch Denk emol ... wenn die Kittelscherz verzählt mit den besten Geschichten aus Bühne und Fernsehen.
Bei der Bundestagswahl 2025 kandidierte Hoffmann auf Platz vier der rheinland-pfälzischen Landesliste des BSW.

## Privatleben
Hoffmann hat drei Kinder: die älteste Tochter aus ihrer geschiedenen Ehe mit dem Schriftsteller Gerhard Bungert, einen Adoptivsohn aus Sri Lanka, und mit dem Bildhauer Rudi Ben-Yakov den Sohn Pablo, Schauspieler und Filmemacher. Seit dessen Geburt 1986 reist sie mindestens einmal jährlich nach Israel.

## Filmografie
- 1992–1996: Familie Heinz Becker (Fernsehserie, 21 Folgen)
- 1996: Im Namen des Gesetzes (Fernsehserie, Episode 2x10)
- 1998–1999: Ein ehrenwertes Haus (Fernsehserie, 25 Folgen)
- 2001: König der Winde (Kurzfilm)
- 2003: Er oder keiner (Fernsehfilm)
- 2005: Zielgerade (Kurzfilm)
- 2006: Wer entführt meine Frau? (Fernsehfilm)
- 2013: Grober Unfug (Kurzfilm)
- 2016–2018: Unter Tannen (Fernsehserie, 5 Folgen)
- 2018: jerks. (Fernsehserie, 2 Folgen)
- 2018: Lenchen Demuth und Karl Marx (Dokuspielfilm)
- 2019: Patchwork Gangsta (Fernsehserie, Episode 1x06)
- 2019: Unter Tannen – der Film

### Tatorte
- 2001: Zielscheibe
- 2002: Alibi für Amelie
- 2002: Reise ins Nichts
- 2003: Veras Waffen
- 2004: Teufel im Leib
- 2005: Rache-Engel
- 2006: Aus der Traum
- 2007: Der Tote vom Straßenrand
- 2008: Das schwarze Grab
- 2009: Bittere Trauben
- 2010: Hilflos
- 2011: Heimatfront
- 2012: Verschleppt

### Fernsehauftritte
- 1996: Hart an der Grenze
- 2010–2018: Spätschicht – Die Comedy Bühne
- 2009–2020: Schreinerei Fleischmann & Freunde
- 2012–2022: Meister des Alltags

### Solo-Bühnenprogramme
- 1996: Es Renate, es Mary, es Luwis und Co.
- 1998: Kommedie oder komme die net
- 2000: Die Marienerscheinungen von Marpingen
- 2001: Frau Backes in Mallorca
- 2003: Suppkultur
- 2005: Klassentreffen
- ab 2008: Denk emol
- ab 2009: Backes mit Schmackes
- ab 2015: Zeichen der Zeit
- ab 2022: Torschlusspanik